# Tranusjön (Idre socken, Dalarna)
Tranusjön är en sjö i Älvdalens kommun i Dalarna och ingår i Dalälvens huvudavrinningsområde. Sjön har en area på 0,0462 kvadratkilometer och ligger 508,9 meter över havet. Sjön avvattnas av vattendraget Stortranan.

## Delavrinningsområde
Tranusjön ingår i det delavrinningsområde (686381-132813) som SMHI kallar för Mynnar i Dalälven. Medelhöjden är 601 meter över havet och ytan är 36,12 kvadratkilometer. Det finns inga avrinningsområden uppströms utan avrinningsområdet är högsta punkten. Stortranan som avvattnar avrinningsområdet har biflödesordning 2, vilket innebär att vattnet flödar genom totalt 2 vattendrag innan det når havet efter 485 kilometer. Avrinningsområdet består mestadels av skog (89 procent). Avrinningsområdet har 0,66 kvadratkilometer vattenytor vilket ger det en sjöprocent på 1,8 procent.